# フレッド・アーチャー
フレデリック・"フレッド"・ジェームズ・アーチャー（Frederick James Archer, 1857年1月11日 - 1886年11月8日）は、19世紀のイギリスを代表する騎手。
決断力があり、力強い騎乗ぶりで人気を博し、8084回騎乗して2748勝を挙げた。クラシック競走通算21勝、1874年から13年連続のリーディングジョッキー（最多勝利騎手）獲得など群を抜く成績を挙げた。1886年に29歳で拳銃自殺を遂げた。

## 生涯
1857年1月11日　イングランド・チェルトナムのセントジョージ病院で生まれる。父ウィリアムは騎手兼調教師を務め、翌1858年のグランドナショナルでリトルチャーリーに騎乗して勝利している。1860年頃　父が兵役に就いている間、チェルトナムから南に3マイル離れたプレストバリーに居住し騎乗の訓練を受ける。初めて騎乗した馬はチョーというギャロウェイ種の馬だったと伝えられる。
1867年、11歳の時にニューマーケットに出てマシュー・ドーソンに弟子入りし、以降ドーソンの元で技術を磨いた。この時点でアーチャーの体重は60ポンド後半（約30kg）程度であったといわれる。翌年10月には非公式の競走ながら12歳で騎手としてデビューを迎え、公式競走に初出走した1870年秋に障害競走で初勝利を挙げた。その後すぐに頭角を現すことはなかったが、最初に大レースを勝ったのは、15歳の時、1872年のロシア皇太子ハンデキャップである。翌1873年は騎乗数を前年の倍以上に伸ばし、勝利数も前年の27から一挙に107まで伸ばした。翌1874年にはアトランティック(Atlantic)に騎乗して2000ギニーに優勝し、17歳にしてクラシック競走を初制覇すると、この年147勝を挙げて初のリーディングジョッキーも獲得した。この頃のアーチャーの体重は6ストーン（約38キロ）だった。翌年には172勝を挙げてイギリスの年間最多勝記録を更新。スピナウェイ（Spinaway）に騎乗して1000ギニー連覇、さらにエプソムオークスにも優勝した。1876年には年間勝利数を史上初となる200に乗せ、1877年にはドーソンが管理するシルヴィオ（Silvio）に騎乗しエプソムダービーとセントレジャーステークスに優勝。弱冠20歳にしてクラシック競走完全制覇を果たした。以降もクラシック競走に次々と優勝、「アーチャーが乗ればカタツムリでも勝てる」と言われるほどの活躍を見せた。

### ベンドアでのダービーの逸話
1880年のエプソムダービーの1ヶ月前、アーチャーは調教中に重傷を負った。アーチャーは、気性の悪いミューリーエドリスという馬を走らせるために強く鞭を入れた。ミューリーエドリスはアーチャーが下馬した時を狙って襲いかかり、アーチャーは押し倒されたうえに腕に噛みつかれて筋肉を断裂する大怪我をした。怪我と痛みは長引き、ダービーの時期になっても治癒しなかった。アーチャーはダービーの直前にロンドンの医者に行き、ダービーに行きたいと申し出た。医者は、アーチャーが騎手であると知らず、誰かに連れて行ってもらえるならダービーに行っても構わないと診断した。
アーチャーは怪我した腕を鉄板と包帯で固定し、痛み止めを服用して大本命のベンドアに乗った。ベンドアはダービーがこの年最初の出走で、勝負どころでロバートザデヴィル（Robert the Devil）に離された上、最終コーナーで内側の柵に衝突しそうになり、アーチャーは片脚をベンドアの頸に持ち上げて避けなければならなかった。アーチャーはなんとかベンドアを走らせようとしたが、怪我をして固定した方の腕で持っていた鞭を落としてしまった。最後の直線の勝負で、アーチャーは片腕だけでベンドアを御した。ベンドアは一気に伸びて先頭のロバートザデヴィルに迫った。勝利を確信して油断したロバートザデヴィルの騎手は、ベンドアの猛追に気づいて鞭を入れたが、手遅れになった。ベンドアは頭ひとつだけロバートザデヴィルを捉えて優勝した。このダービーは、クラシック史上最も激しいレースの一つに挙げられている。ベンドアの馬主であった初代ウェストミンスター公爵ヒュー・グローヴナーは、初めてのダービー制覇に歓喜し、アーチャーに500ポンドを贈呈した。
レースの後、ベンドアに替え玉疑惑が持ち上がった。後世の調査では確かにベンドアは替え玉であったことが判明しているが、当時の裁定はベンドアを真正な優勝馬と認定した。アーチャーにとっては2度めのダービー優勝となった。

### ファルマス子爵の専属騎手
第6代ファルマス子爵エヴリン・ボスコーエンは高潔な人物として知られていた。彼はもともと牧師の息子だったが、親族のファルマス子爵家当主（ジョージ・ボスコーエン）が後継者のないまま死去したため、親戚として爵位を継承することになった。弁護士でもあるファルマス卿は十分な資産にも恵まれており、道徳と経済との理由で、賭博に対しては厳しい考え方の持ち主だった。
ファルマス卿はケントに所有する城に牧場を拓き、競走馬の生産を行なった。ファルマス卿は競馬で優れた能力を示した牝馬だけを繁殖に用いることで、特筆すべき優秀な生産者となった。10年ほどの間に自家生産馬で何回か馬主ランキングの首位になった。1874年にアーチャーが初めてクラシックレースに優勝した後、ファルマス卿はアーチャーを年間100ポンドの契約で専属騎手に迎えた。ファルマス卿の生産馬は名調教師のマシュー・ドーソンに預けられ、アーチャーが騎乗した。アーチャーのダービー初優勝のシルヴィオもファルマス卿の持ち馬で、このほかアーチャーが勝った大レースの半数以上は、ファルマス卿の所有馬によるものだった。
ベンドアで2度めのダービーに勝った翌年（1881年）、アメリカからイロコイ（Iroquois）という馬が、イギリス競馬界に挑戦してきた。イロコイはアメリカのペンシルヴァニア生まれのサラブレッドで、タバコ業で財を成した大富豪、ピエール・ロリヤールの持ち馬だった。イロコイは2000ギニーで2着に敗れたが、このレースで別の馬に騎乗していたアーチャーは、イロコイが優れた競走馬であるとみた。ロリヤールの側では、ダービーに勝つためにイギリスで最高の騎手を乗せたいと考え、当時のチャンピオンジョッキーだったアーチャーに騎乗依頼を出した。ファルマス卿もこの年のダービーに出走馬を持っていたが、自分の専属騎手であるアーチャーがイロコイに乗ることを許した。アメリカでは、フレッド・アーチャーが騎乗することになったのでイロコイの勝利は確実だと報道するものもいた。アーチャーはダービーで堅実な騎乗をみせ、クビ差でイロコイを勝利に導いた。アメリカ産馬がイギリスのダービーに優勝するのは歴史上初めてのことだった。イロコイの勝利は『ニューヨーク・タイムズ』紙の一面を飾り、『ニューヨークヘラルド』紙は特集記事を組んだ。ロリヤールはダービーの賞金の半分ほどをアーチャーに与えた。
1883年、アーチャーはファルマス卿のガリアード（Galliard）で2000ギニーに勝ち、ダービーに駒を進めた。この年のダービーは素晴らしい天候に恵まれ、皇太子夫妻を筆頭に多数の王室関係者も臨席した。ガリアードはダービーの本命だった。このレースにはハイランドチーフ（Highland Chief）という人気のない馬が出走していたが、ハイランドチーフは、アーチャーの実兄であるチャールズ・アーチャーの調教馬で、チャールズ自身、ハイランドチーフの馬券に財産をつぎ込んでいた。
最後の直線で、ガリアード、2番人気のセントブレーズ（St. Blaise）とハイランドチーフの3頭の叩き合いになり、クビ差（またはアタマ差）でセントブレーズがハイランドチーフを抑え、半馬身遅れてガリアードが3着になった。すぐに、アーチャーが兄のハイランドチーフを勝たせるために八百長をやって、ゴール前でガリアードを故意に抑えたのだという疑惑が巻き起こり、新聞はアーチャーに対する非難で持ちきりになった。実際、兄のチャールズは勝ったセントブレーズとハイランドチーフの馬券を買っていた。ハイランドチーフが実際にわずかにセントブレーズに先着していたが、アーチャー兄弟をよく思っていなかった決勝審判がセントブレーズが勝ったと判定したのだ、と唱える者もいた。
ファルマス卿はこの醜聞によって、競馬から手を引くことを決断し、アーチャーとの契約を破棄して所有馬と牧場を売却した。アーチャーは、金に意地汚い「The Tin Man」（「ブリキ職人」「銭職人」「ブリキ屋」）と揶揄された。アーチャーは生涯で5回イギリスダービーに優勝するが、このダービーでの八百長がなければ6回勝っていただろうと言われている。

### 結婚と不幸

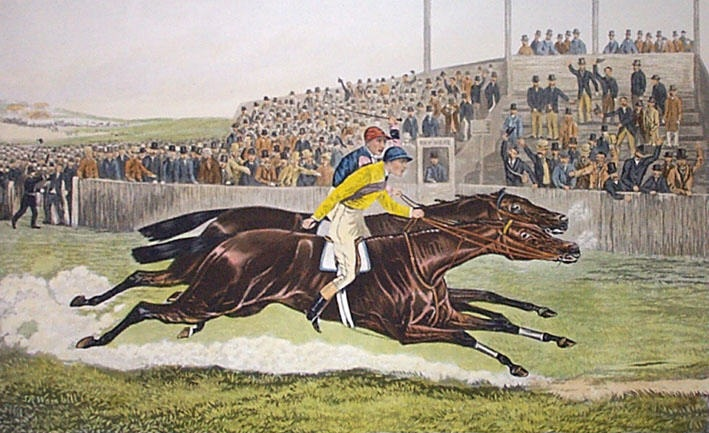
1885年ダービー、メルトンとパラドックスの接戦

これより前、1883年1月31日にアーチャーはドーソン調教師の姪にあたるヘレン・ローズ・ドーソンと結婚した。新婚旅行で訪れたトーキーにはアーチャーの姿を一目見ようとする人々が押しかけ、さながらロイヤルウェディングのようであったという。この年は勝利数を232とし、自己新記録を更新した。しかし、翌年1月に誕生した長男が出産直後に死亡するという不幸に見舞われる。競馬においては史上最速のペースで勝利数を伸ばし、577戦で241勝という驚異的な数字を挙げる。だが241勝目を挙げた当日、妻ヘレンが長女の出産の際に23歳で死去した。このシーズン、アーチャーはこの日を限りに一切の騎乗を取り止め、3ヶ月以上の間アメリカへ旅行に赴いた。以降のアーチャーは雰囲気が一変し、周囲に明るい表情を見せることはなくなったといわれる。
1885年、アーチャーはアメリカから帰国すると、メルトン（Melton）でダービーに出た。メルトンは脚に不安を抱えており、ドーソン調教師が手がけたなかでも最も難しい馬の1頭だった。この年最高の有力馬はパラドックス（Paradox）で、既に2歳チャンピオン戦のデューハーストプレートと2000ギニーに勝っていた。
メルトンは既に何度かパラドックスに敗れており、誰が見てもパラドックスの方が強いと思われたが、パラドックスにも騎乗経験があったアーチャーは、パラドックスは先頭に立つとたじろぐ癖があることに気づいていた。アーチャーはスタートで意図的にメルトンを出遅れさせ、パラドックスを先行させた。アーチャーの読み通り、最後の直線でパラドックスは先頭に立った後、不安そうに怯んだ。残り50ヤード（約46メートル）からアーチャーはメルトンを一気に追い出し、パラドックスに並ぶと、最後の1完歩、残り1フィート（約30センチ）というところでメルトンの頭を前に押し出した。メルトンはちょうどアタマ１つ分の差でダービー優勝馬となった。この勝利は、アーチャーの最高の騎乗の一つと言われている。このレースを観戦していた詩人オスカー・ワイルドはこのダービーを、“ミルトンによる『失楽園』”（英語で“Paradaise Lost by Milton”）をもじって、“ミルトンによるパラドックスの敗北（Pradox Lost by Milton）”と伝えた。2着に惜敗したパラドックスはその後フランスでパリ大賞典に勝った。メルトンの方は秋のセントレジャーまで休養を余儀なくされたが、セントレジャーに勝って二冠馬となった。
この年、ヘレンの死去後最初のシーズンとなった1885年は、クラシック競走で4勝、さらにシーズン自己最多の246勝を挙げた。これは年間最多勝記録として長く残り、1932年にゴードン・リチャーズに破られるまで48年間保持された。

### 三冠馬オーモンドと最後のシーズン

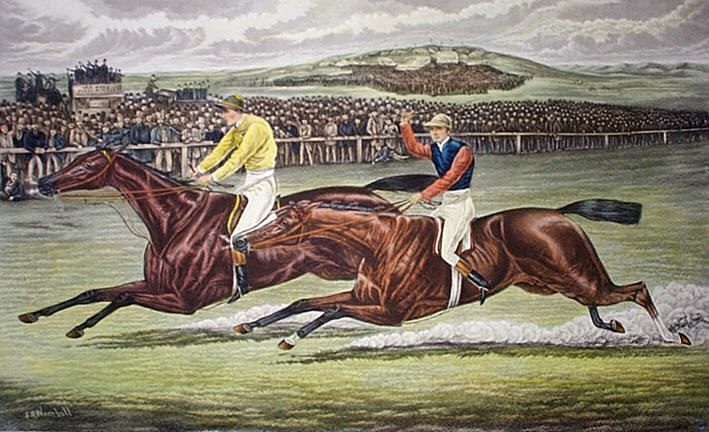
1886年のダービーを勝つオーモンドとアーチャー

身長178cmと大柄であったアーチャーは、オフシーズンには体重が11ストーン（約69.9kg）前後まで増加するようになり、減量に苦しみ始めた。アーチャーは減量するためにダイナマイトの粉末を服用した。1886年は騎乗数を減らしたが、それでも170勝を挙げてリーディングの首位を占めていた。
この年のクラシックシーズンの初めに人気になったのはオーモンドとサラバンド（Saraband）で、2000ギニーではこの2頭が僅差の1番人気、2番人気だった。アーチャーはオーモンドが2歳の頃から騎乗して大レースに勝っていたが、2000ギニーではサラバンドに騎乗した。結果はオーモンドの楽勝で、サラバンドは大きく離された4着に終わった。ダービーではアーチャーはオーモンドに乗り、ザバード（The Bard）を半馬身抑えて優勝した。3着にはセントミリン（St.Mirin）という馬が入ったが、このセントミリンが後にアーチャーの死のきっかけとなった。
9月に行なわれた三冠目のセントレジャーでは、アーチャー騎乗のオーモンドが楽勝して三冠を達成し、2着にセントミリンが入った。セントミリンはこの後、10月のケンブリッジシャーハンデに出ることにした。このハンデ戦はイギリスを代表する大レースの一つで、アーチャーはまだこの大レースにだけは勝ったことがなかった。セントミリンの馬主のモントローズ公爵夫人キャロラインは、かねてから何度もアーチャーに騎乗を打診していたが、いつもアーチャーはこれを断っていた。しかし、まだ勝っていないケンブリッジシャーハンデに出るために、アーチャーはセントミリンの騎乗依頼を受けることにした。

### 自殺
セントミリンに示されたハンデキャップは8ストーン6ポンド（約53.6キロ）だった。アーチャーはセントミリンに乗るために無理な減量を行った。3日間絶食して下剤を飲み続け、蒸し風呂に入り続けた。アーチャーは体調を落とし、精神的にも追い詰められていた。結局、体調不良のアーチャーが乗ったセントミリンはアタマ差で2着に敗れた。結果的に、ケンブリッジシャーハンデは、アーチャーが唯一勝てなかった重賞となった。
11月4日に騎乗したロスチャイルドプレート競走後に、アーチャーは体調不良を訴えた。不調を圧して次に組まれていたキャッスルプレートにも出場したが惨敗を喫し、これが最後の騎乗となった。翌5日にはニューマーケットの自邸に戻ると、腸チフスと診た医師の命によって療養することになった。病状は更に悪化し、高熱と悪寒に苛まれベッドから起き上がる事もままならない状態となった。
11月8日には、アーチャーは幾分回復したように見えた。アーチャーの病室には、看護士と姉コールマン夫人が看病に当たっていた。アーチャーは看護士に休憩を勧め部屋から出し、コールマン夫人に換気のため半開きになった窓を閉めるように言った。彼女が窓を閉めようとアーチャーから目を離している間にアーチャーは床に立ち上がり、「Are they coming?（奴ら、来たか?）」と呟いた。コールマン夫人がアーチャーに目を戻すと、アーチャーは拳銃を握っていた。その頃、押し込み強盗が近隣を荒らしていたのである。コールマン夫人は、アーチャーから拳銃を取り上げようとして、アーチャーともみあいになった。錯乱したアーチャーは自分の頭部に拳銃を押し当て、引き金を引いた。銃弾は脊髄と後頭部を破壊し、アーチャーは死んだ。29歳であった。ファルマス卿に見放され、家族を失った孤独と、異常なまでの勝利への執着と無理な減量が、アーチャーの心身をむしばんで死に至らしめたと考えられている。アーチャーが残した遺産は60000ポンドだった。。この時の拳銃は、ニューマーケットの競馬博物館に展示されている。

## 通算成績
| 年     | 騎乗数 | 勝利数 | 勝率 | 主な騎乗馬（優勝競走）                                                                          |
| ------ | ------ | ------ | ---- | ----------------------------------------------------------------------------------------------- |
| 1870年 | 15     | 2      | .133 |                                                                                                 |
| 1871年 | 40     | 3      | .075 |                                                                                                 |
| 1872年 | 180    | 27     | .150 |                                                                                                 |
| 1873年 | 422    | 107    | .253 |                                                                                                 |
| 1874年 | 530    | 147    | .277 | Atlantic（2000ギニー）                                                                          |
| 1875年 | 605    | 172    | .284 | Spinaway（1000ギニー、オークス）                                                                |
| 1876年 | 662    | 207    | .312 |                                                                                                 |
| 1877年 | 602    | 218    | .362 | Silvio（ダービー、セントレジャーステークス）                                                    |
| 1878年 | 619    | 229    | .370 | Janette（オークス、セントレジャーステークス）                                                   |
| 1879年 | 568    | 197    | .347 | Charibert（2000ギニー） Wheel of Fortune（1000ギニー、オークス）                                |
| 1880年 | 362    | 120    | .331 | Bend Or（ダービー） Beau Minet（ジョッケクルブ賞）                                              |
| 1881年 | 532    | 220    | .413 | Iroquois（ダービー、セントレジャーステークス） Bend Or（チャンピオンステークス）                |
| 1882年 | 560    | 210    | .375 | Ducth Oven（セントレジャーステークス） Bruce（パリ大賞）                                        |
| 1883年 | 631    | 232    | .368 | Galliard（2000ギニー） Frontin（ジョッケクルブ賞）                                              |
| 1884年 | 577    | 241    | .418 |                                                                                                 |
| 1885年 | 667    | 246    | .369 | Paradox（2000ギニー、パリ大賞） Melton（ダービー、セントレジャーステークス） Lonely（オークス） |
| 1886年 | 512    | 170    | .332 | Ormonde（ダービー、セントレジャーステークス、チャンピオンステークス） Minting（パリ大賞）       |
| 通算   | 8,084  | 2,748  | .340 |                                                                                                 |

## アーチャーが登場する作品
- ピーター・ラヴゼイ『殿下と騎手』（1981年 原題：Bertie and the Tinman）
  - 主人公のプリンスオブウェールズがアーチャーの自殺の真相を突き止めるミステリ小説。